# Grottmålning

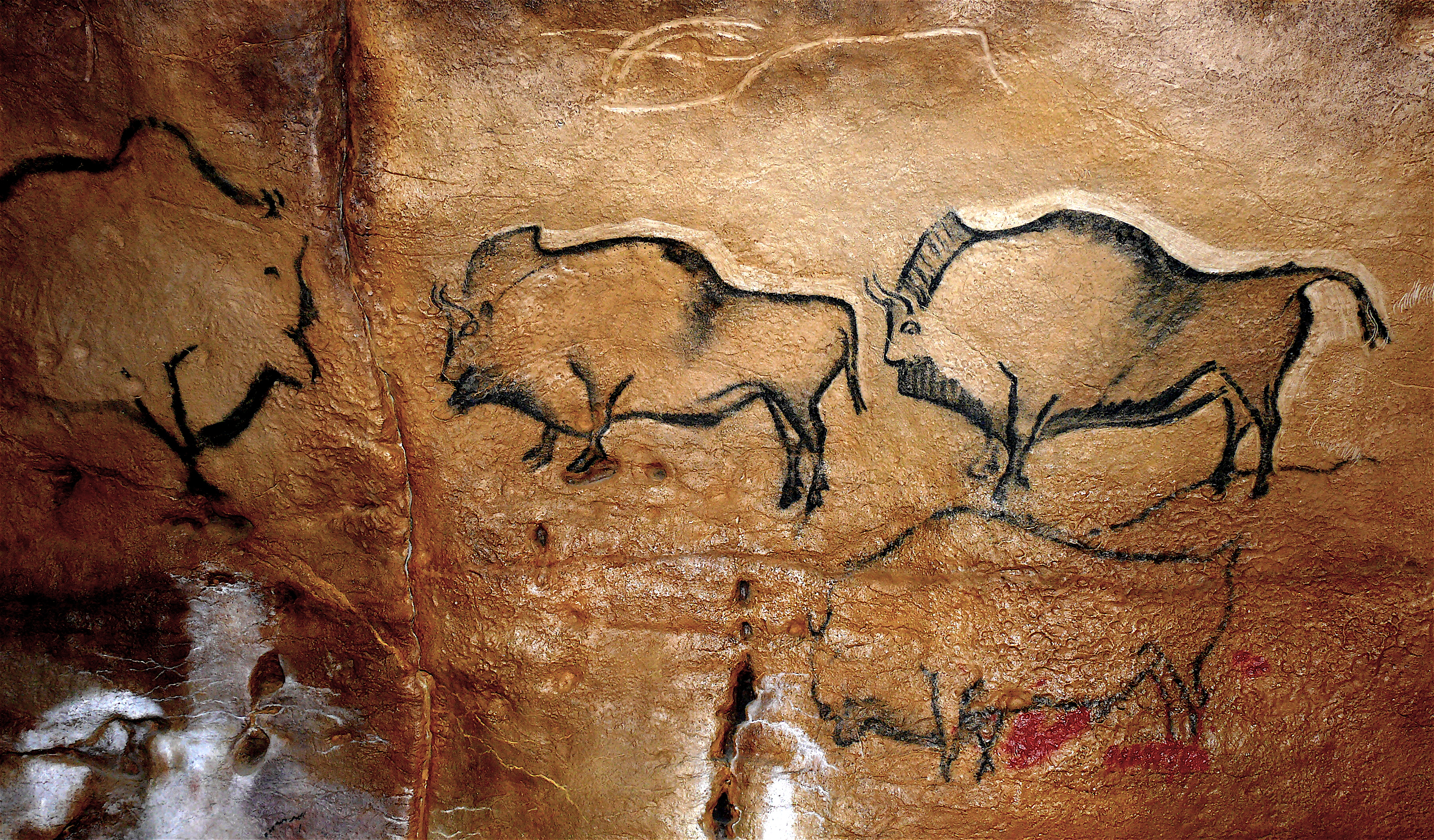
Stäppbison i La Covaciella i Spanien

Grott- och klippmålningar är målningar i grottor eller på bergväggar, vanligen från förhistorisk tid.

## Europeiska grottmålningar
De första målningarna från magdalénien påträffades i Niauxgrottan i södra Frankrike. Denna var under början av 1800-talet en turistattraktion, och hade använts som tillflykt i oroliga tiden från den yngre stenåldern till medeltiden. I en grottsal, som kallades museet, hade en av guiderna lagt märke till väggmålningar, men denna upptäckt väckte ingen uppmärksamhet och bedömdes inte vara från förhistorisk tid. Först 1906, efter det att andra grottor med säkra paleolitiska grottmålningar upptäckts, "återupptäcktes" dessa målningar.
I stället blev det Altamiragrottans målningar som upptäcktes 1879 som blev de första att uppmärksammas. Då fyndet publicerades 1880 kom det att väcka en het debatt, Émile Cartailhac kom att avfärda målningarna som ett bedrägeri. Édouard Harlé som företog en undersökning konstaterade att Marcelino Sanz de Sautuola som beskrivit fyndet hyst en kringvandrande fransk målare på sitt gods för att kopiera målningarna inför publiceringen tog han det som belägg för att de var förfalskningar. Émile Rivières upptäckt av ristningar och målningar i de franska grottorna vid La Mouthe 1895, gjorde att han fick ompröva sina teser. Efter att ha besökt grottorna, skrev han i tidskriften L'Antropologie (1902) en artikel med titel "Altamiragrotten, en skeptikers erkännande av fel" ("La grotte d'Altamira. Mea culpa d' un sceptiques"). Den artikeln innebär ett allmänt erkännande av de paleolitiska målningar i Altamira. 
År 1903 påträffades även grottorna Combarelles och Font-de-Gaume i Spanien. Andra liknande fynd påträffades även i Mas-d'Azilgrottan och Pair-non-Pair.
Grottmålningarna ger viktiga ledtrådar om den periodens kultur och trosföreställningar. Djuren som avbildats synes ofta befinna sig i rörelse, och i många fall överlappar en målning en annan. Ofta har bergväggens naturliga former utnyttjats i målningarna, utbuktningar i berget kan exempelvis integreras i en målning för att skapa visuella effekter, och naturliga linjer och avlagringar på väggen har integrerats som marklinje i olika konstellationer. Många av grottornas gallerier ligger i långtsträckande tunnelsystem utan tillgång till solljus. För att underlätta målningen användes oljelampor av olika slag, vilket förklarar varför taken i grottorna inte är täckta av sot, vilket de skulle ha varit om eldar eller facklor hade använts för att förse konstnärerna med ljus. 
Målningarnas datering har ofta varit vaga, eftersom C14-datering riskerar att ge missvisande resultat i grottor eftersom prov från olika perioder ofta finns anhopade i grottor och under klippsprång. Motivvalet, exempelvis renen i Cueva de las Monedas, tyder på att konsten härstammar från den senaste istiden.
Grottmålningarnas vanligaste motiv är stora, vilda djur som stäppbison, häst, uroxe och hjort samt avtryck av människohänder och abstrakta mönster. Målningar av människor är sällsynta och då de förekommer vanligen mer schematiska än de naturalistiska djurmotiven. De äldsta grottmålningarna kan härstamma från aurignacien men de främsta målningarna kommer från magdalénien.
Målningarna är utförda i ockra, hematit, magnesiumoxid och kol och ibland har djurens konturer graverats innan målningen utförts. Abbé Breuil med flera har tolkat målningarna som jaktmagi avsedda att öka antalet fällda djur. Denna hypotes stöds av de lerskulpturer som tycks ha använts som måltavlor för spjutkastning men den kan inte förklara bilderna av rovdjur som det sabeltandade tigrar eller björnen.
År 2003 upptäcktes grottetsningar i Creswell Crags, Nottinghamshire i Storbritannien.
Välkända grottmålningar finns i:
- Lascaux i Frankrike: ca. 20 000 - 30 000 år gamla
- La Marche i Lussac-les-Chateaux i Frankrike
- Chauvet-Pont-d'Arc, Frankrike
- Altamira i Spanien: ca. 20 000 år gamla

## Afrikanska grottmålningar

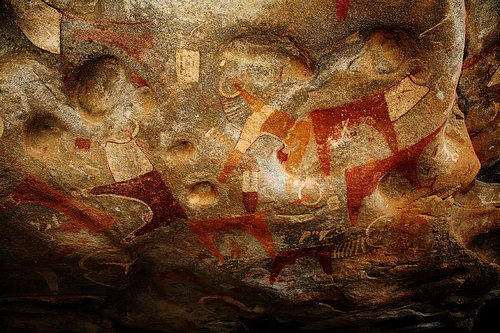
Grottmålningar från Somalia.

I Ukhahlamba-Drakensberg i Sydafrika finns målningar av Sanfolket som tros vara omkring 3 000 år gamla och som föreställer djur och människor, förmodligen med religiös innebörd. Grottmålningar har också upptäckts i Tassili n'Ajjer-bergen i sydöstra Algeriet.

## Indiska grottmålningar
I Bhimbetka, 5 mil söder om Bhopal i Madhya Pradesh, finns klippmålningar från olika perioder, de äldsta upp till 30 000 år gamla. De förklarades som världsarv 2003.

## Australiska grottmålningar
I Australien har många tidiga grottmålningar påträffats. De anses vara upp till 28 000 år gamla.

## Indonesiska grottmålningar
I Indonesien finns grottmålningar som kan vara världens äldsta, upp till 40 000 år gamla.